# Ernest Le Deley
Ernest Le Deley, né le 12 juillet 1859 à Mont-Saint-Aignan et mort le 6 août 1917 dans le 5e arrondissement de Paris, est un des plus grands éditeurs et imprimeurs de cartes postales français de la Belle Époque.

## Biographie
Ernest Le Deley est phototypeur, domicilié 8 rue Berthollet à Paris, en 1886. Il se marie le 15 octobre 1898 à Bugnicourt, avec Joséphine Petit, alors qu'il est imprimeur-photographe à Châteaudun. Éditeur de rayonnement national, il a vers 1900 une imprimerie en phototypie au no 73 rue Claude-Bernard à Paris, et un magasin de vente au no 127 boulevard de Sébastopol, à l'angle de la rue de Tracy. À partir de 1906, il s'associe avec Achille Siron, éditeur à Barbizon. En 1911-1912, il possède une succursale à Rouen, au no 62 rue Saint-Nicolas,. Le 20 décembre 1913, un incendie détruit l'usine d'édition de cartes postales située no 11-13 rue des Arquebusiers à Paris.
Il meurt à son domicile, au no 41 rue Censier à Paris et est inhumé au cimetière parisien d'Ivry-sur-Seine.
Son fils Maurice-Ernest, qui lui succède, est en faillite en 1922.

## Distinctions
- Officier d'académie[11]

## Galerie

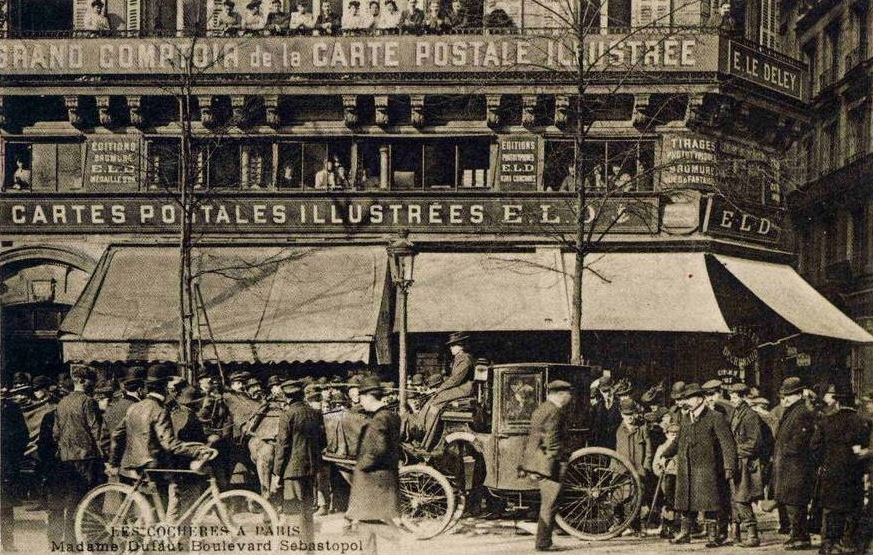
Le magasin d'Ernest Le Deley (E.L.D.) à Paris, 127 boulevard de Sébastopol.
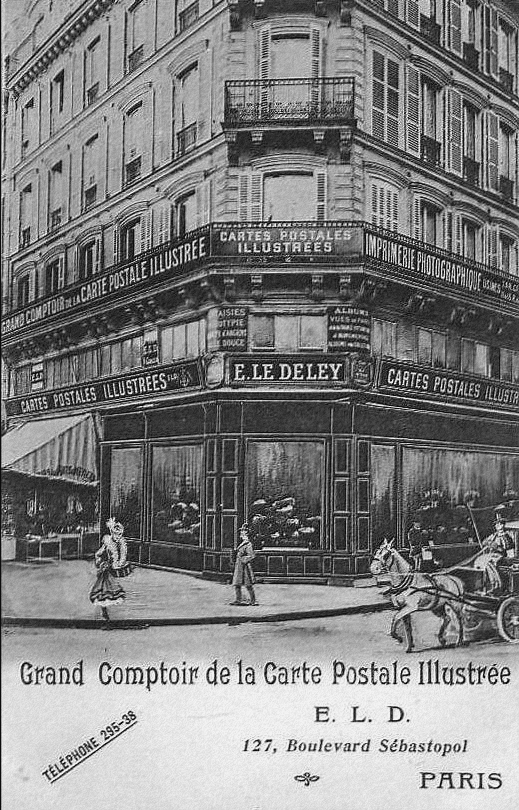
Le Grand Comptoir de la carte postale illustrée, à l'angle du boulevard de Sébastopol et de la rue de Tracy.